# Liễu Nghị truyện
Liễu Nghị truyện (tiếng Trung: 柳毅傳), còn được biết đến với các tên gọi Liễu Nghị truyền thư (tiếng Trung: 柳毅傳書), Động Đình linh nhân truyện (tiếng Trung: 洞庭靈姻傳) hoặc Động Đình tình ký (tiếng Trung: 洞庭情記), là một tác phẩm truyền kỳ của tác giả Lý Triều Uy, sáng tác khoảng triều Đường Cao Tông.

## Lịch sử
Liễu Nghị truyện được coi là truyền thuyết xuất hiện sớm nhất tại Trung Hoa. Từ thời Đường mạt, truyện đã được lưu hành rộng rãi trong dân gian. Đến thời Tống, truyện được Thượng Trọng Hiền chuyển thể sang tạp kịch với nhan đề Động Đình hồ Liễu Nghị truyền thư. Liễu Nghị truyện do đó trở thành tích rất được ưa thích trong văn hóa diễn xướng Trung Hoa. Hàng loạt trứ tác ăn theo ra đời, Tống có Liễu Nghị đại thánh nhạc; Kim có Liễu Nghị truyền thư; Nguyên có Liễu Nghị Động Đình long nữ; Minh Thanh có Quất bồ ký, Long tiêu ký, Long cao ký, Thẩn trung lâu, Thừa long giai thoại. Trong đó, cho đến nay thì Liễu Nghị truyền thư (còn có tên Liễu Nghị kỳ duyên, Thủy tinh cung) vẫn được người Trung Hoa coi như là một kịch mục kinh điển của hí kịch. Từ năm 1952, vở kịch đã nhiều lần được dàn dựng bởi các đạo diễn khác nhau, số lần trình diễn hiện chưa thể thống kê hết được. Không những thế, tích này còn trở thành đề tài làm tranh khắc ván và thư họa thủy mặc. Ngày 17 tháng 7 năm 2004, Bưu cục Quốc gia Trung Quốc đã phát hành bộ tem Dân gian truyền thuyết - Liễu Nghị truyền thư, gồm bốn con tem với bốn hoạt cảnh Long nữ gửi thư, Thư gửi Động Đình, Cốt nhục đoàn tụ, Nghĩa trọng tình thâm.

## Nội dung
Liễu Nghị là một sĩ tử thi trượt, trên đường về gặp một thiếu phụ chăn dê xinh đẹp nhưng dáng vẻ tiều tụy. Người ấy nói rằng mình là con gái của Long vương ở hồ Động Đình, vốn lấy con trai thứ của Kinh Xuyên, nhưng bị bạc đãi, bắt đi chăn dê, nên muốn nhờ Liễu Nghị chuyển thư đến cho cha để báo tình cảnh của mình. Liễu Nghị đem thư xuống Long cung. Em trai Động Đình là Tiền Đường giận quá nên giết con trai của Kinh Xuyên, cứu cháu về, rồi định gả cho Liễu Nghị. Nghị từ chối, xin về, được Long vương ban cho nhiều vàng bạc châu báu. Rốt cuộc Liễu Nghị đến Quảng Lăng lấy vợ, nhưng hễ lần nào thành hôn xong vợ cũng chết. Con gái Long vương thấy vậy bèn nhớ lại việc tao ngộ xưa, muốn báo đáp bèn hóa làm người con gái xinh đẹp mà kết hôn với Liễu Nghị. Sau hai vợ chồng đều thành tiên.
| 相逢話了不相歡，Tương phùng thoại liễu bất tương hoan, 管得傷心上馬鞍。Quản đắc thương tâm thượng mã an. 桐野雲深紅日墓，Đồng Dã vân thâm hồng nhật mộ, 洞庭天遠碧波寒。Động Đình thiên viễn bích ba hàn. 數聲鴈字緘愁去，Sổ thanh nhạn tự giam sầu khứ, 一幅龍巾拭淚看。Nhất bức long cân thức lệ khan. 此後定成雲雨約，Thử hậu định thành vân vũ ước, 恩情如海水漫漫。Ân tình như hải thủy man man. |

## Nhận xét
| “                                                                                   | Xét 'Đường kỷ' chép: Thời Kinh Dương có người đàn bà chăn dê, tự xưng là con gái út của Động Đình quân, lấy con thứ của Kinh Xuyên, bị bỏ, viết thư nhờ Liễu Nghị tâu với Động Đình quân. Thế thì Kinh Xuyên và Động Đình đời đời làm thông gia với nhau đã từ lâu rồi. | ” |
| — Ngô Sĩ Liên, Đại Việt sử ký toàn thư trang 133, niên hiệu Chính Hòa thứ 18 (1697) | |   |

| “                                                                             | Nay xét phần 'Ngoại kỷ' chép: Năm Nhâm Tuất thì bắt đầu Giáp Tí là năm nào ? Biên chép tên húy Kinh Dương vương, Lạc Long quân sao riêng lược bỏ Hùng vương ? Thời Ngũ đế trở về trước thì chưa từng gọi là 'vương'. Xích Quỷ là tên nào, mà lại để làm tên nước. Một loạt hoang đường càn rỡ đều là đáng bỏ đi. Cái lỗi ấy lại tại kẻ hiếu sự thấy trong 'Liễu Nghị truyền thư'. Trong truyện nói con gái Động Đình quân gả cho con thứ của Kinh Xuyên vương, tưởng càn Kinh Xuyên là Kinh Dương. Đã có vợ chồng thì có cha con vua tôi, nhân đó mà thêu dệt thành văn, cốt cho đủ số đời vua, nhà làm sử theo đó mà chọn dùng và cho đó là sự thực. Phàm những truyện lấy từ 'Lĩnh Nam chích quái', 'Việt điện u linh', cũng như Bắc sử lấy ở 'Nam Hoa kinh' và thiên Hồng Liệt đấy. | ” |
| — Ngô Thì Sĩ, Đại Việt sử ký tiền biên trang 40, Bắc Thành học đường tàng bản | |   |

| “                                                             | Vâng tra sử cũ, danh xưng Kinh Dương vương, Lạc Long quân trong 'Hồng Bàng thị kỷ', vốn từ thời thượng cổ, thuộc thuở hồng hoang, tác giả căn cứ vào cái không và làm ra có, sợ rằng không đủ độ tin cậy, lại phụ hội với 'Liễu Nghị truyện' của nhà viết tiểu thuyết đời Đường, lấy đó làm chứng cứ. | ” |
| — Nguyễn triều Quốc Sử quán, Cương mục tờ 9b-10a, 1856 - 1883 | |   |

Chuẩn tấu những lời của sử quan, vua Nguyễn Dực Tôn đã nhận định đây là những "câu truyện đề cập đến ma trâu, thần rắn, hoang đường không có chuẩn tắc" và kiên quyết loại Kinh Dương và Lạc Long ra khỏi chính sử bằng cách đưa xuống phụ chú dưới niên kỷ Hùng vương, để "cho hợp với cái nghĩa lấy nghi truyền nghi".
| “                         | Trải qua nhiều thế kỷ, những truyền thống mà họ [các sử gia] sáng tạo đã trở thành cái tự nhiên thứ hai (second nature). Thực tế, trong nửa thế kỷ qua, dưới ảnh hưởng của chủ nghĩa dân tộc, những truyền thống được sáng tạo ấy (invented traditions) đã và đang trở thành những sự thực không thể thay đổi. | ” |
| — Liam Christopher Kelley | |   |